# Сінне (Білогірський район)
Сінне́ (до 1945 року — Тана-Ґельді, крим. Tana Geldi, рос. Сенное) — село в Україні, у Білогірському районі Автономної Республіки Крим. Підпорядковане Муромській сільській раді.